# Arthur Wellesley, II duca di Wellington
Arthur Richard Wellesley, II duca di Wellington (Londra, 3 febbraio 1807 – Brighton, 13 agosto 1884), è stato un nobile e militare inglese.

## Biografia

### I primi anni
Arthur Wellesley nacque ad Harley Street, nel quartiere di Soho, a Londra, figlio primogenito di Arthur Wellesley, I duca di Wellington, e di Catherine Sarah Dorothea "Kitty" Pakenham, figlia di Edward Pakenham, II barone Longford. Lord Charles Wellesley era suo fratello minore e Lord Wellesley, Lord Mornington e Lord Cowley suoi zii. Venne educato al College di Eton, passando poi al Christ Church di Oxford e al Trinity College di Cambridge. Divenne noto con il titolo di cortesia di Lord Douro quando suo padre venne creato conte di Wellington nel 1812 e con quello di marchese di Douro nel 1814, dopo che suo padre venne elevato al titolo ducale. Fu paggio d'onore dal 1818 al 1821.

### Carriera militare
Lord Douro divenne alfiere dell'81st Regiment of Foot nel 1823 e poi nel 71st (Highland) Regiment of Foot dal 1825, cornetta nelle Royal Horse Guards dal 1825, tenente dal 1827 e capitano, passando dal 1828 al King's Royal Rifle Corps, dove poi divenne maggiore nel 1830, e passando alla Rifle Brigade nel 1831. Nel 1834 divenne tenente colonnello e nel 1846 ottenne il brevetto di colonnello nella Rifle Brigade, mantenendo l'incarico di tenente colonnello del Victoria (Middlesex) Rifle Volunteer Corps nel 1853, divenendo maggiore generale dal 1854.

### Carriera politica
Lord Douro tornò in Parlamento in rappresentanza della circoscrizione di Aldeburgh nel 1829, sede che mantenne sino al 1832. Restò fuori dal Parlamento sino al 1837, quando vi tornò nuovamente in rappresentanza di Norwich. Nel 1852 succedette a suo padre nel ducato di Wellington ed entrò nella Camera dei Lord. All'inizio del 1853 entrò come Privy Council nel consiglio della regina e venne nominato maestro di stalla nel governo di coalizione di Lord Aberdeen, incarico che mantenne anche quando Lord Palmerston divenne primo ministro nel 1855. Diede le dimissioni con il resto del governo Palmerston nel 1858. In quello stesso anno venne nominato dalla regina Vittoria cavaliere dell'Ordine della Giarrettiera.
Nel 1863 Wellington ereditò la contea di Mornington alla morte di suo cugino William Pole-Tylney-Long-Wellesley, V conte di Mornington. Dal 1868 al 1884 fu Lord luogotenente del Middlesex.

### Vita privata
Wellington sposò Lady Elizabeth Hay, figlia del feldmaresciallo George Hay, VIII marchese di Tweeddale, nel 1839. La coppia non ebbe figli. Il matrimonio non era felice, anche se lady Elizabeth era molto apprezzata dal suocero.
Nel 1852, alla morte dell'illustre padre, Arthur venne chiamato a succedergli e così commentò il fatto: "Immaginate cosa succederà quando a corte verrà annunciato il Duca di Wellington, e solo io camminerò nella stanza". La relazione tra i due è stato spesso descritta come quella tra un padre famoso e un figlio che non sia in grado di raggiungere eguale fama, talvolta a torto.
Arthur Wellington morì alla stazione di Brighton, nel Sussex, il 13 agosto del 1884, all'età di 77 anni, e venne sepolto nell'abitazione di famiglia di Stratfield Saye House, nello Hampshire. Venne succeduto dal nipote Henry.

## Ascendenza
|                                         |                                       |                                            | Genitori                |  |  | Nonni |  |  | Bisnonni                            |  |  | Trisnonni    |  |
|                                         |                                       |                                            |                         |  |  |       |  |  | Richard Wesley, I barone Mornington |  |  | Henry Colley |  |
|                                         |                                       |                                            |                         |  |  |       |  |  | Richard Wesley, I barone Mornington |  |  | Henry Colley |  |
|                                         |                                       | Mary Ussher                                |                         |  |  |       |  |  | Richard Wesley, I barone Mornington |  |  |              |  |
| Garret Wesley, I conte di Mornington    |                                       |                                            |                         |  |  |       |  |  | Richard Wesley, I barone Mornington |  |  |              |  |
|                                         |                                       | Elizabeth Sale                             | John Sale               |  |  |       |  |  |                                     |  |  |              |  |
|                                         |                                       | Elizabeth Sale                             | John Sale               |  |  |       |  |  |                                     |  |  |              |  |
|                                         |                                       | Elizabeth Sale                             | Ellinor Desminières     |  |  |       |  |  |                                     |  |  |              |  |
| Arthur Wellesley, I duca di Wellington  |                                       | Elizabeth Sale                             |                         |  |  |       |  |  |                                     |  |  |              |  |
|                                         |                                       | Arthur Hill-Trevor, I visconte Dungannon   | Michael Hill            |  |  |       |  |  |                                     |  |  |              |  |
|                                         |                                       | Arthur Hill-Trevor, I visconte Dungannon   | Michael Hill            |  |  |       |  |  |                                     |  |  |              |  |
|                                         |                                       | Arthur Hill-Trevor, I visconte Dungannon   | Anne Trevor             |  |  |       |  |  |                                     |  |  |              |  |
| Anne Hill-Trevor                        |                                       | Arthur Hill-Trevor, I visconte Dungannon   |                         |  |  |       |  |  |                                     |  |  |              |  |
|                                         |                                       | Anne Stafford                              | Edmund Francis Stafford |  |  |       |  |  |                                     |  |  |              |  |
|                                         |                                       | Anne Stafford                              | Edmund Francis Stafford |  |  |       |  |  |                                     |  |  |              |  |
|                                         |                                       | Anne Stafford                              | Penelope Leslie         |  |  |       |  |  |                                     |  |  |              |  |
| Arthur Wellesley, II duca di Wellington |                                       | Anne Stafford                              |                         |  |  |       |  |  |                                     |  |  |              |  |
|                                         | Thomas Pakenham, I barone di Longford | Edward Pakenham                            |                         |  |  |       |  |  |                                     |  |  |              |  |
|                                         | Thomas Pakenham, I barone di Longford | Edward Pakenham                            |                         |  |  |       |  |  |                                     |  |  |              |  |
|                                         | Thomas Pakenham, I barone di Longford | Margaret Bradestan                         |                         |  |  |       |  |  |                                     |  |  |              |  |
| Edward Pakenham, II barone di Longford  | Thomas Pakenham, I barone di Longford |                                            |                         |  |  |       |  |  |                                     |  |  |              |  |
|                                         |                                       | Elizabeth Pakenham, I contessa di Longford | Michael Cuffe           |  |  |       |  |  |                                     |  |  |              |  |
|                                         |                                       | Elizabeth Pakenham, I contessa di Longford | Michael Cuffe           |  |  |       |  |  |                                     |  |  |              |  |
|                                         |                                       | Elizabeth Pakenham, I contessa di Longford | Frances Sandford        |  |  |       |  |  |                                     |  |  |              |  |
| Catherine Pakenham                      |                                       | Elizabeth Pakenham, I contessa di Longford |                         |  |  |       |  |  |                                     |  |  |              |  |
|                                         |                                       | Hercules Langford Rowley                   | Hercules Rowley         |  |  |       |  |  |                                     |  |  |              |  |
|                                         |                                       | Hercules Langford Rowley                   | Hercules Rowley         |  |  |       |  |  |                                     |  |  |              |  |
|                                         |                                       | Hercules Langford Rowley                   | Frances Upton           |  |  |       |  |  |                                     |  |  |              |  |
| Catherine Rowley                        |                                       | Hercules Langford Rowley                   |                         |  |  |       |  |  |                                     |  |  |              |  |
|                                         |                                       | Elizabeth Ormsby Upton                     | Clotworthy Upton        |  |  |       |  |  |                                     |  |  |              |  |
|                                         |                                       | Elizabeth Ormsby Upton                     | Clotworthy Upton        |  |  |       |  |  |                                     |  |  |              |  |
|                                         |                                       | Elizabeth Ormsby Upton                     | Jane Ormsby             |  |  |       |  |  |                                     |  |  |              |  |
|                                         |                                       | Elizabeth Ormsby Upton                     |                         |  |  |       |  |  |                                     |  |  |              |  |